# Českobudějovický pakt
Českobudějovický pakt byl pokus o česko-německé vyrovnání v Českých Budějovicích na počátku 20. století. Jednalo se o dohodu mezi českými a německými představiteli města, která měla za cíl upravit národnostní poměry a zajistit rovné postavení obou etnik v městské samosprávě a školství.

## Historické pozadí
Na přelomu 19. a 20. století docházelo v Českých Budějovicích k postupné změně etnického složení obyvatelstva. Zatímco v roce 1880 tvořili Češi přibližně polovinu obyvatel, do roku 1910 jejich podíl vzrostl na dvě třetiny. Přesto však městská správa zůstávala převážně v rukou německé menšiny, což vedlo k napětí a sporům mezi oběma národnostmi.

## Jednání a obsah paktu
Iniciátorem paktu byl český politik a podnikatel August Zátka, který usiloval o dosažení kompromisu s německým purkmistrem Josefem Taschkem. Jednání probíhala od roku 1906 a vyvrcholila v únoru 1914, kdy byl pakt 26. února slavnostně a jednomyslně schválen městským zastupitelstvem.
Pakt obsahoval dvanáct základních bodů, které zahrnovaly:
- Vytvoření národnostních katastrů pro přesné zjištění početního stavu obou národností.
- Poměrné zastoupení Čechů a Němců v městském zastupitelstvu a komisích.
- Zrovnoprávnění českého a německého jazyka v úředním styku.
- Zřízení samostatných školních rad pro každou národnost a financování škol z vlastních zdrojů.[5][6]

## Realizace a důsledky
Ačkoli byl pakt schválen, jeho realizaci zabránilo vypuknutí první světové války v červenci 1914. Válečné události a následný zánik Rakousko-Uherska znemožnily uvedení dohodnutých opatření do praxe.[zdroj?]